# Vignale (San Cipriano Picentino)
Vignale è una frazione italiana di 546 abitanti situata nel comune di San Cipriano Picentino nella Provincia di Salerno in Campania.

## Geografia fisica

### Territorio
La frazione è situata alle pendici del monte Monna o Cerreta a circa 420 m s.l.m e dista circa 650 m dal capoluogo.
Dal paese si può godere di un paesaggio del golfo di Salerno, della Piana del Sele e in parte anche della Costiera Cilentana.

## Monumenti e luoghi d'interesse
Nel punto più in alto della frazione sorge la Chiesa di Sant'Eustachio a 450 m s.l.m.
Le sue prime annotazioni risalgono al 1309, menzionando il rettore Guglielmo Capograsso e il cappellano Francesco. Nel 1509 fu autorizzata la costruzione di una cappella dedicata a [Santa Margherita, molto venerata all'epoca. In quello stesso anno, fu fondata anche una confraternita dedicata a Santa Cristiana, sebbene questa sia ormai completamente sciolta.
Durante i restauri recenti, svoltisi tra il 1998 e il 2010, sono state rimosse le aggiunte più recenti e gli altari, permettendo di riportare alla luce un ciclo pittorico del Cinquecento. Questo prezioso ritrovamento, sebbene frammentario e incompleto, rappresenta lacerti significativi di pittura tardo rinascimentale. I dipinti sono distribuiti lungo le navate minori, a destra e a sinistra, soprattutto nelle vicinanze degli altari gentilizi.

## Economia

### Agricoltura
La principale fonte di economia è l'agricoltura e si basa principalmente sulla produzione di castagne, nocciole (tonda di giffoni), olive e viti che permettono la produzione di ottimi oli d'oliva e vini.

## Infrastrutture e trasporti

### Strade
- Strada Provinciale 297 San Cipriano Picentino-Vignale.